# Planeador submarino

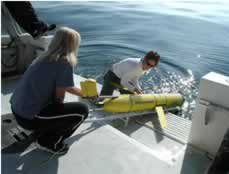
Personal de la NOAA lanzando un Slocum Glider fuera de Florida.

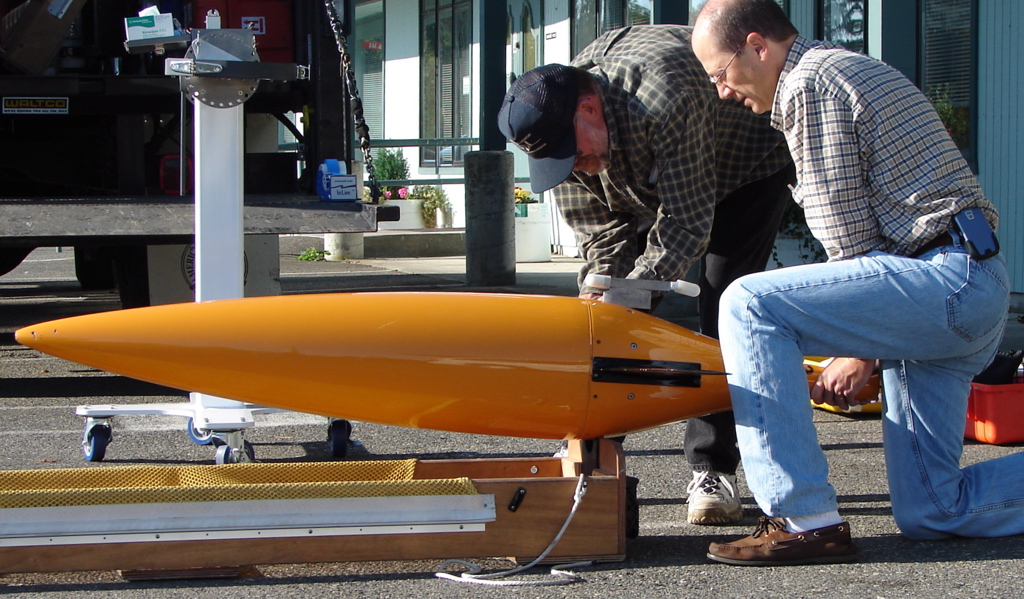
El Dr. Bruce Howe y Bill Felton de la Universidad de Washington preparando un Seaglider para sumergirse.

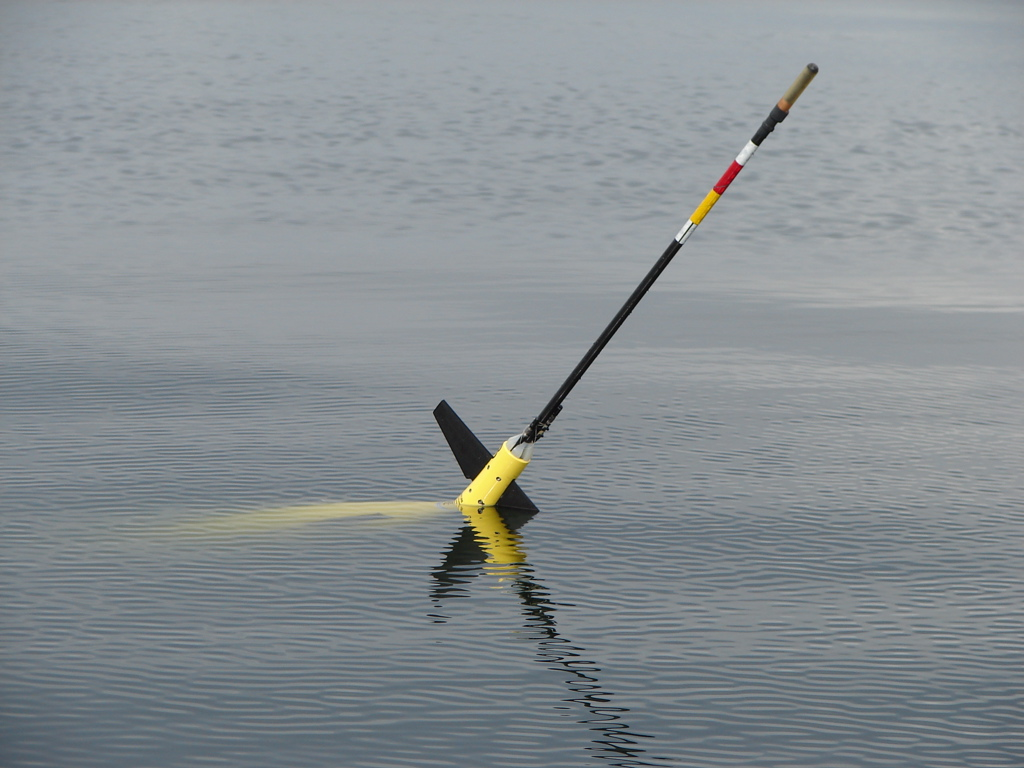
Un UW Seaglider en la superficie entre dives.

Un planeador submarino (en inglés, Underwater Glider) es un tipo de vehículo submarino autónomo o AUV (del inglés, Autonomous Underwater Vehicle) que, mediante pequeños cambios de su flotabilidad y escora, y utilizando unas alas hidrodinámicas, puede convertir el movimiento vertical en horizontal, obteniendo así un sistema de propulsión de muy bajo consumo.
Aunque no son tan rápidos como los vehículos AUVs convencionales, gracias a la utilización de un sistema de propulsión basado en cambios de flotabilidad los Gliders presentan una gran mejora en cuanto a la duración en tiempo y distancia comparados con los vehículos propulsados por motor y hélice. Esta mejora les permite realizar misiones de medición con duraciones de meses y longitudes de miles de kilómetros.
Los perfiles que traza un Glider tienen forma de diente de sierra debido a su mecanismo de propulsión, a lo largo de los cuales realiza mediciones de las características del agua en escalas temporales y espaciales que no son comparables a las de los anteriores AUVs, y mucho más baratas que los muestreos tradicionales con buques oceanográficos.

## Historia
El funcionamiento de los planeadores submarinos (patente Fallon 3.204.596 Hydro Glider 7 de septiembre de 1965) fue introducido por primera vez en la comunidad oceanográfica por Henry Stommel en 1989, cuando propuso un Glider llamado Slocum (en honor a Joshua Slocum, el primer navegante que dio una vuelta completa a la tierra en solitario). Él propuso utilizar la energía del gradiente térmico entre el océano profundo (2-4 °C) y el agua superficial (de temperatura similar a la atmosférica) para conseguir un sistema de propulsión de funcionamiento global, limitado únicamente por la cantidad de baterías utilizadas para las comunicaciones, los sensores y los ordenadores de navegación.
En 2005, no solo se ha demostrado el funcionamiento del glider basado en la alimentación termal (Slocum Thermal) por la empresa Webb Research Corp., sino que dicha empresa y otras instituciones han introducido planeadores alimentados por baterías con una duración y eficiencia impresionantes, mucho mejores que las obtenidas por las tradicionales campañas con AUVs. Los vehículos Seaglider de la Universidad de Washington y el Spray de Scripps Institution of Oceanography han finalizado con éxito campañas tales como atravesar la corriente del Golfo, y, junto con el glider de Webb Slocum, campañas de colaboración de múltiples vehículos monitorizando las variables oceanográficas en la bahía de Monterrey. 
Originalmente, los gliders eléctricos (Slocum electric glider) o alimentados por baterías, fueron desarrollados para testear el concepto del thermal-glider por la empresa Webb Research Corp., pero se han convertido en una plataforma completamente funcional que ha sido ampliamente utilizada desde 2003.

## Descripción funcional
Los Gliders típicamente toman medidas de la temperatura, conductividad (que permite conocer la salinidad), corrientes, clorofila, variables ópticas backscatter, batimetría, y (ocasionalmente) backscatter acústico.
Su navegación está basada en algoritmos dead reckoning en los que bajo el agua se orientan mediante sensores de presión, de inclinación y compás magnético, y realiza salidas periódicas a superficie para capturar posicionamiento GPS.
El ángulo de inclinación (de inmersión o Vehicle pitch se puede controlar mediante un peso movible interno, normalmente un pack de baterías), y el ángulo de orientación se controla mediante un timón (en el caso de Slocum), o moviendo unas baterías internas que cambian el roll (como en Spray y Seaglider). La flotabilidad se ajusta mediante un pistón que permite inundar o evacuar el compartimento con agua de mar (Slocum) o moviendo aceite al exterior o al interior de una vejiga (Seaglider, Spray, Slocum Thermal). Los comandos de control y los datos almacenados son enviados entre el Glider y la estación de control en tierra, a través de sistemas de comunicaciones satelitales.
Los diferentes tipos de Gliders varían en función de la presión que son capaces de soportar (y por lo tanto la profundidad máxima que son capaces de alcanzar). El modelo Slocum costero puede alcanzar los 200 metros de profundidad. El modelo Slocum profundo puede alcanzar los 1000 m de profundidad. El modelo Spray puede alcanzar los 1500 m de profundidad. El modelo Seaglider puede alcanzar los 1000 m de profundidad. El modelo Slocum Thermal puede alcanzar los 1200 m de profundidad. En diciembre de 2006, un Deep Glider variante del Seaglider consiguió alcanzar repetidamente los 3.300 m de profundidad operativa.

## XRay Flying Wing
En 2006, la Oficina de Investigación Naval del Departamento de la Armada de Estados Unidos desarrolló el glider más largo del mundo, el Liberdade XRay, que utiliza una forma aerodinámica para conseguir eficiencia hidrodinámica. Ha sido diseñado para maniobrar de forma silenciosa y seguir submarinos diésel en aguas litorales.